# 科林·皮林格
科林·皮林格（英語：Colin Trevor Pillinger，1943年5月9日—2014年5月7日），是一名英国天体科学家。他是英国失踪的猎兔犬2号火星探测器的主要发现者。他也参与一系列火星陨石的研究工作。
2014年5月7日，他因脑出血于英国剑桥去世，享年70岁。